# Taran i magiczny kocioł
Taran i magiczny kocioł (ang. The Black Cauldron) – amerykański film animowany z gatunku dark fantasy z 1985 roku na podstawie książek Lloyda Alexandra (Kroniki Prydainu, ang. The Chronicles of Prydain) opartych na walijskiej mitologii. Film powstał w studio Walt Disney Pictures.
Otrzymał mieszane recenzje; serwis Rotten Tomatoes przyznał mu wynik 55%.
Film miał w Polsce premierę 17 września 2017 roku na serwisie HBO GO.
Film wydany na VHS i DVD oprócz polskiej wersji w USA, w Wielkiej Brytanii, Francji, Holandii, w Czeskiej Republice, w Niemczech, w Australii, w Norwegii, w Danii.

## Opis fabuły
Główny bohater, chłopiec o imieniu Taran, jest pomocnikiem świniopasa na farmie należącej do czarownika Dallbena. Marzy o zostaniu wielkim wojownikiem. Jednak musi przestać o tym marzyć, gdyż jego świnka Hen Wen, obdarzona zdolnością ukazywania przyszłości podczas patrzenia na swoje odbicie, znalazła się w niebezpieczeństwie. Rogaty Król, przerażający władca w postaci szkieletu, zamierza wykorzystać Hen Wen do znalezienia magicznego czarnego kotła, dzięki któremu mógłby przywrócić do życia swoją armię i użyć ich do podboju świata. Dallben kazał Taranowi strzec Hen Wen, ta jednak zostaje schwytana przez sługów Rogatego Króla. Taran wyrusza do twierdzy Rogatego Króla, by ratować Hen Wen. Wówczas przyłącza się do niego mały włochaty stwór o imieniu Gurgi, który postanawia mu towarzyszyć. Taranowi udaje się wkraść do zamku i uwolnić Hen Wen, ale sam zostaje schwytany i wrzucony do lochu, skąd wkrótce ucieka dzięki pomocy księżniczki Eilonwy, a także znajduje w katakumbach zamku magiczny miecz. Dołącza do nich bard Fflewddur Fflam i razem docierają do Gurgiego. Następnie wszyscy udają się na poszukiwanie magicznego kotła w celu zniszczenia go i powstrzymania Rogatego Króla.

## Obsada głosowa
- Grant Bardsley − Taran
- Susan Sheridan − księżniczka Eilonwy
- Nigel Hawthorne − Fflewddur Fflam
- John Byner − 
  - Gurgi,
  - elf Doli
- John Hurt − Rogaty Król
- Phil Fondacaro − 
  - Zgnilak,
  - jeden ze zbirów
- Freddie Jones − Dallben
- Eda Reiss Merin − Orddu
- Adele Malis-Morey − Orwen
- Billie Hayes − Orgoch
- Arthur Malet − król elfów Eidilleg
- Pat Fraley − jeden z elfów
- Lindsay Rich − jeden z elfów
- Brandon Call − jeden z elfów
- Gregory Levinson − jeden z elfów
- Peter Renaday – jeden ze zbirów
- James Almanzar – jeden ze zbirów
- Wayne Allwine – jeden ze zbirów
- Steve Hale – jeden ze zbirów
- Phil Nibbelink – jeden ze zbirów
- Jack Laing – jeden ze zbirów
- John Huston − Narrator

## Wersja polska
Wersja polska: SDI Media Polska

Reżyseria: Katarzyna Kalwat

Dialogi polskie: Alicja Roethel

Zgranie wersji polskiej: Piotr Zygo

Opieka artystyczna: Aleksandra Janikowska

Producent polskiej wersji językowej: Disney Character Voices International

Udział wzięli:
- Jan Dziewulski − Taran
- Maja Kwiatkowska − Eilonwy
- Miłogost Reczek − Flewddur Fflam
- Zbigniew Suszyński – Gurgi
- Robert Tondera − Rogaty Król
- Waldemar Barwiński − Zgnilak
- Zbigniew Konopka − Dallben
- Ewa Dałkowska – Orddu
- Katarzyna Tatarak – Orwen
- Barbara Zielińska − Orgoch
- Wojciech Paszkowski – król elfów Eidelling
- Tomasz Bednarek − elf Doli
- Antonina Pach − jeden z elfów
- Igor Borecki − jeden z elfów
- Jacek Król – jeden ze zbirów
- Jakub Wieczorek – jeden ze zbirów
- Jakub Szydłowski – jeden ze zbirów
- Paweł Szczesny – jeden ze zbirów
- Paweł Wiśniewski – jeden ze zbirów
- Marek Barbasiewicz − Narrator

Lektor tytułu: Marek Barbasiewicz
Źródło:

## Dziedzictwo
Są spekulacje czy Taran i magiczny kocioł nie byli główną inspiracją dla Gumisiów (1985–1991) produkcji Walt Disney Pictures Television Animation Group, ze względu na ten sam czas powstawania i wiele łudząco podobnych elementów łączących obie produkcje. Zgnilak pojawił się w odcinku serialu animowanego Legend of the Three Caballeros (2018) produkcji Disney Interactive, „Stonehenge Your Bets”.